# Kosztafalva
Kosztafalva (Costeni), település Romániában, a Partiumban, Máramaros megyében.

## Fekvése
Magyarlápostól északra, Láposdebrek északi szomszédjában fekvő zsákfalu.

## Története
Kosztafalva nevét 1603-ban említette először oklevél Kostafalu néven. 1613-ban Kosztafalva, 1733-ban és 1750-ben Kosteny, 1760–1762 között Koszta, 1808-ban és 1913-ban Kosztafalva néven írták.
A hagyományok szerint e falut a biharmegyei Petrosa helységbeli Koszte János alapította, kinek vitézségéért engedték meg, hogy itt községet építhessen. 1602-ben a falu Kamuthi Farkas birtoka volt, 1603-ban pedig mint Lápos vidékéhez tartozó falu fordul elő. Mivel a vidék tartozékainak 1584 évi összeírásában neve még nem fordult elő, valószínű, hogy az 1584–1602 közti években keletkezett.
1613-ban Báthory Gábor Deési Mihály deákot erősítette meg itteni birtokában, és még 1629-ben is a Deésiek birtoka; ekkor Deési Szőcs Ferencz és István voltak itt birtokosok. 1694-ben birtokosai Rácz János és Zilahi András. 1703 körül Kosztafalva az elpusztult falvak közt volt feltüntetve. 1713-ban birtokosa Rácz Péter, 1726-ban pedig nemes Nemes Ferenc. 1750-ben Rácz István, Váradi Zsigmond, Szabó Péter és Bogdán János, 1752-ben pedig Burján János volt a település birtokosa.
1910-ben 717 lakosából 681 román, 29 német volt. Ebből 558 görögkeleti ortodox, 130 görögkatolikus, 29 izraelita volt. A trianoni békeszerződés előtt Szolnok-Doboka vármegye Magyarláposi járásához tartozott.

## Nevezetességek
- Ortodox fatemploma 1855-ben épült.[1]